# Troy Truvillion
Troy Dee Truvillion (Detroit, 27 maggio 1965) è un ex cestista statunitense.

## Carriera
Uscito dall'università Eastern Montana nel 1990, è stato poi scelto dai Pensacola Tornados al draft CBA 1990.
Dopo aver giocato anche in Australia, approda in Europa specialmente in Francia, nazione di cui ottiene il passaporto.
Dal dicembre 1997 fino al termine della stagione Truvillion gioca nella Serie A1 italiana: chiamato a sostituire il partente Vincenzo Esposito alla Scavolini Pesaro, segna 5,5 punti in poco più di 20 minuti di media. La sua carriera continua in Grecia, poi nuovamente in Francia.